# Aftermath (группа)
The Aftermath — ингушский музыкальный дуэт авторов-исполнителей, основанный в 2004 году сёстрами Фатимой и Таитой Матиевыми. Девушки родились и выросли в городе Грозный, Чеченская Республика.
В 2006 году вышел дебютный альбом дуэта «I Follow Song», состоящий из 14 песен авторства Фатимы и Таиты.
В 2012 году в музыкальном журнале Stereo&Video вышел 2-й альбом группы "Charming October". Все 12 песен в альбоме также являются авторскими произведениями сестер Матиевых. Релиз получил высокие оценки многих экспертов[каких?].
21 ноября 2018 года в клубе Игоря Бутмана на Таганке состоялась презентация 3-го альбома группы «The Fugitive Kind». В записи альбома приняли участие всемирно известные джазовые музыканты Игорь Бутман и Аркадий Шилклопер. Все 13 песен в альбоме являются авторскими произведениями Фатимы и Таиты. Альбом вышел на лейбле Butman Music Records.
Творчество дуэта высоко оценил музыкальный критик Артемий Троицкий.

## Участники группы
- Фатима Матиева — вокал, клавиши, музыка, тексты
- Таита Матиева — вокал, гитара, музыка, тексты

## Дискография

### Альбомы
- 2006: I Follow Song
- 2012: Charming October
- 2018: The Fugitive Kind [2]

## Интересные факты
У сестёр нет музыкального образования. Фатима по образованию лингвист (специальность — «английский язык и литература») и финансист, Таита — математик, кандидат физико-математических наук.

## Интервью и рецензии
- Интервью для портала "Это Кавказ"[3]
- Рецензия на альбом «Charming October» Артемия Троицкого[4]
- Рецензия на альбом «Charming October» в журнале InRock[5]
- Интервью для джазового лейбла АртБит[6]
- Альбом «Charming October» в формате 3plet[7]